# Berche
Berche ist eine französische Gemeinde mit 543 Einwohnern (Stand: 1. Januar 2022) im Département Doubs in der Region Bourgogne-Franche-Comté.

## Geographie
Berche liegt auf 308 m, etwa sechs Kilometer südwestlich der Stadt Montbéliard (Luftlinie). Das Dorf erstreckt sich am südlichen Talrand des Doubs gegenüber von Bavans, am Nordrand der äußersten Höhenzüge des Juras.
Die Fläche des 3,11 km² großen Gemeindegebiets umfasst einen Abschnitt des Doubstals. Die nördliche Grenze verläuft entlang dem Doubs, der hier mit mehreren Windungen in einer ungefähr eineinhalb Kilometer breiten flachen Talniederung nach Westen fließt und von der Wasserstraße des Rhein-Rhône-Kanals begleitet wird. Vom Flusslauf erstreckt sich das Gemeindeareal südwärts über die Talaue auf die Terrasse von Berche, die aus eiszeitlichen Flussablagerungen besteht. Nach Süden leitet eine Geländestufe von rund 80 bis 100 m Höhe zur angrenzenden Tafeljurahochfläche über. Die Höhe von Dampierre ist teils von Acker- und Wiesland bedeckt, zeigt aber auch einige größere Waldflächen (Bois de Dampierre). Hier wird mit 448 m die höchste Erhebung von Berche erreicht. Ganz im Süden reicht das Gebiet in das Talsystem Les Combes.
Nachbargemeinden von Berche sind Bavans im Norden, Voujeaucourt im Osten, Mathay im Süden sowie Dampierre-sur-le-Doubs im Westen.

## Geschichte
Erstmals urkundlich erwähnt wird Berche im Jahr 1181. Der Ortsname geht auf das spätlateinische Wort barca zurück, das auf eine Fähre zur Überquerung des Doubs hinweist. Im Mittelalter gehörte Berche zur Herrschaft Dampierre, die seit dem 14. Jahrhundert unter der Oberhoheit der Herren von Neuchâtel stand. Zusammen mit der Franche-Comté gelangte das Dorf mit dem Frieden von Nimwegen 1678 an Frankreich. Heute ist Berche Teil des Gemeindeverbandes Pays de Montbéliard Agglomération.

## Bevölkerung
| Jahr                       | 1962 | 1968 | 1975 | 1982 | 1990 | 1999 | 2009 | 2018 |
| Einwohner                  | 144  | 184  | 266  | 367  | 489  | 428  | 460  | 510  |
| Quellen: Cassini und INSEE |      |      |      |      |      |      |      |      |

Mit 543 Einwohnern (Stand 1. Januar 2022) gehört Berche zu den kleinen Gemeinden des Départements Doubs. Nachdem die Einwohnerzahl in der ersten Hälfte des 20. Jahrhunderts stets im Bereich zwischen 90 und 120 Personen gelegen hatte, wurde von 1960 bis 1990 ein deutliches Bevölkerungswachstum verzeichnet.

## Sehenswürdigkeiten
Zu den Sehenswürdigkeiten von Berche gehören der ehemalige überdachte Waschplatz (Lavoir, 1858) und die 1898 errichtete kleine Kapelle. Berche gehört zur Kirchgemeinde Dampierre-sur-le-Doubs.

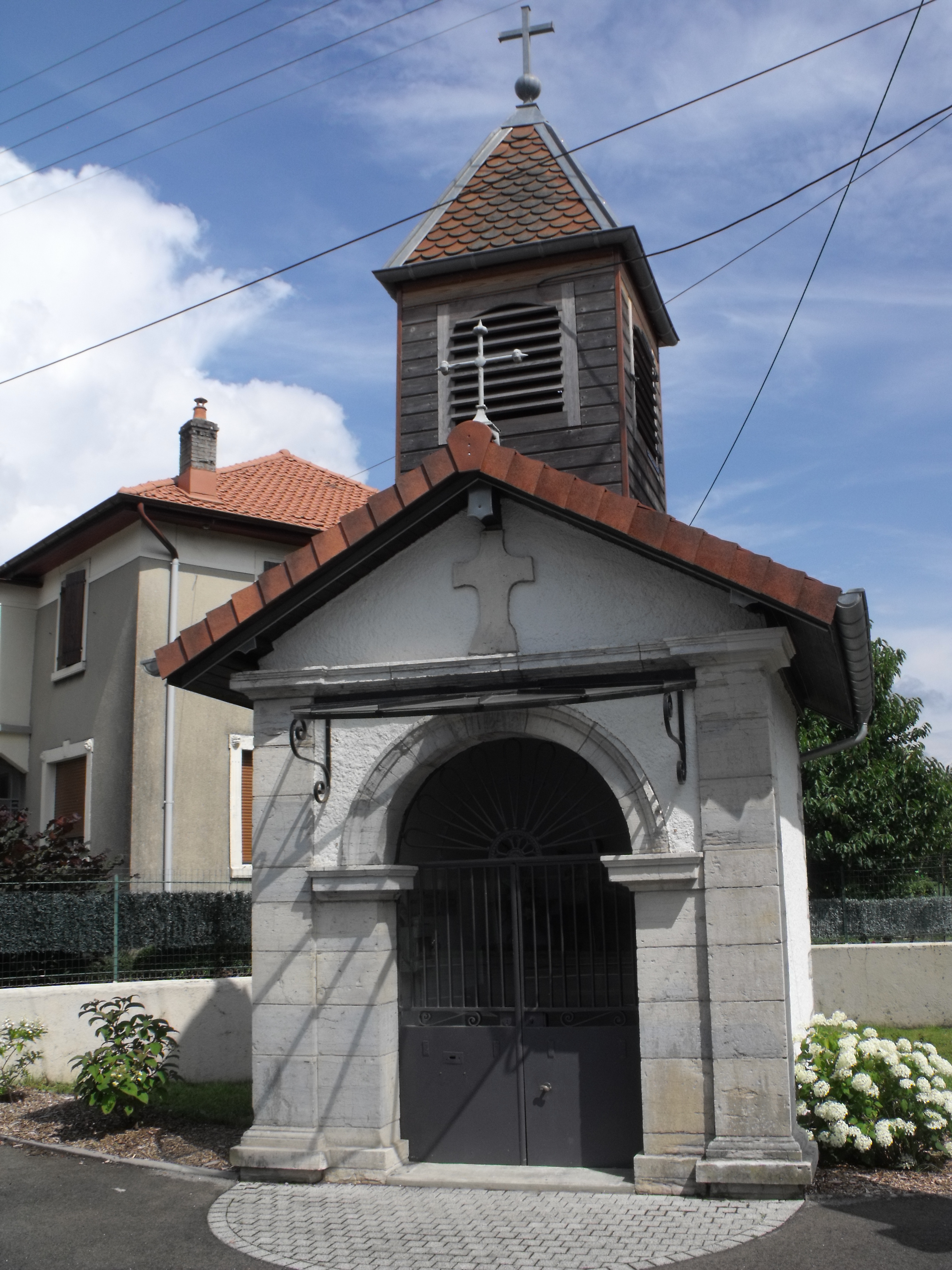
Kapelle in Berche
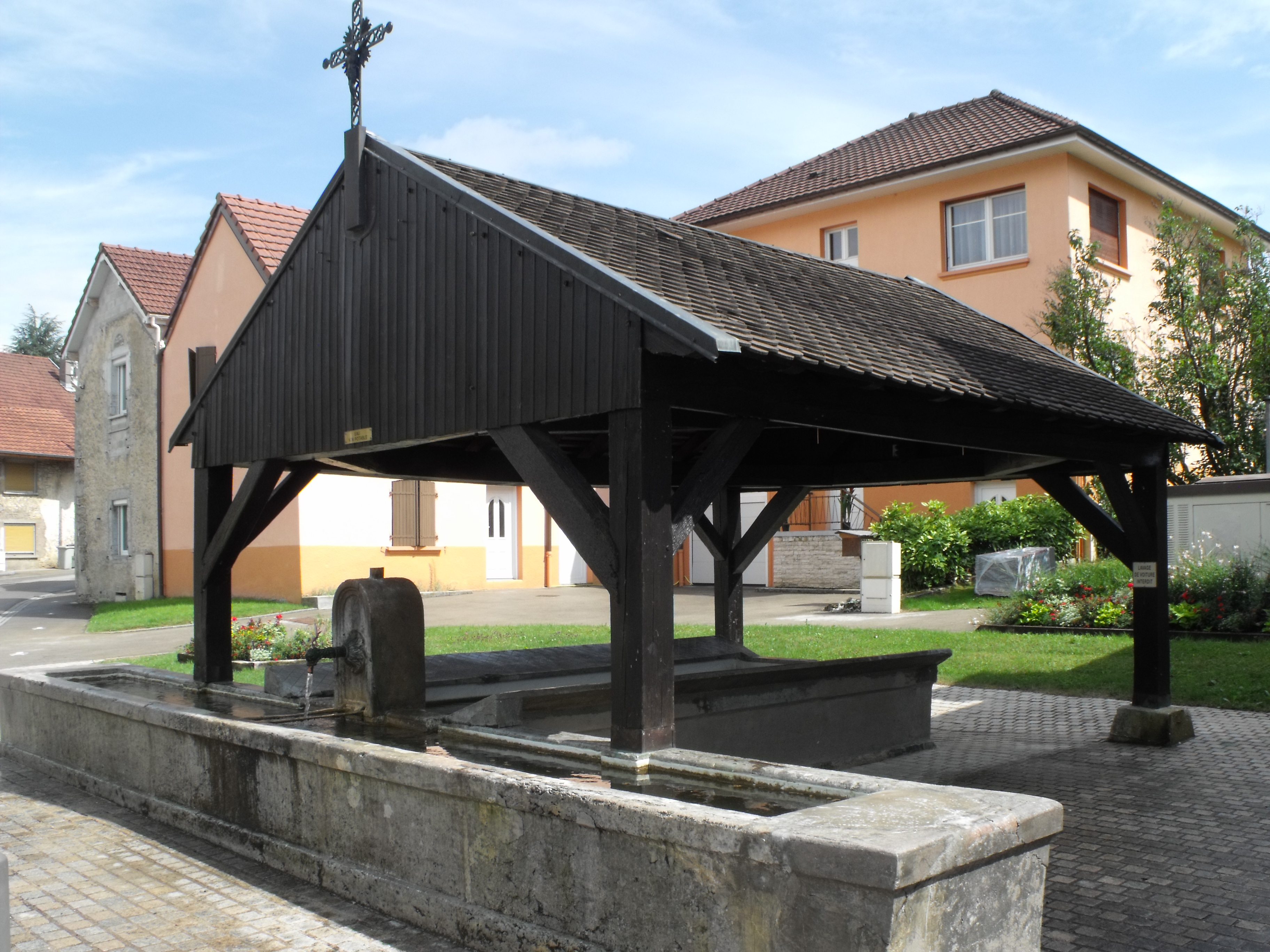
Ehemaliger überdachter Waschplatz

## Wirtschaft und Infrastruktur
Berche war bis ins 20. Jahrhundert hinein ein vorwiegend durch die Landwirtschaft (Ackerbau, Obstbau und Viehzucht) geprägtes Dorf. Daneben gibt es heute verschiedene Betriebe des lokalen Kleingewerbes. Mittlerweile hat sich das Dorf auch zu einer Wohngemeinde gewandelt. Viele Erwerbstätige sind deshalb Wegpendler, die in der Agglomeration Montbéliard ihrer Arbeit nachgehen.
Die Ortschaft ist verkehrstechnisch gut erschlossen. Sie liegt an einer Departementsstraße, die von Colombier-Fontaine nach Voujeaucourt führt. Der nächste Anschluss an die Autobahn A36 befindet sich in einer Entfernung von ungefähr fünf Kilometern.